# Pobuna u Harpers Ferryju
Pobuna u Harpers Ferryju bio je oružani sukob kojim su američki abolicionisti predvođeni Johnom Brownom pokušali podići pobunu crnih robova u južnim državama SAD-a. 16. listopada 1859. abolicionisti su zauzeli oružarnicu američke savezne vojske u Harpers Ferry u Virginiji (danas Zapadna Virginia), namjeravajući otetim oružjem naoružati robove s okolnih plantaža te krenuti u pohod na Jug. Brzo obavještena o napadu, vojska je brzo reagirala te za dva dana ugušila ustanak. Zarobljeni vođa ustanka John Brown je osuđen za izdaju te javno obješen. Posljedica pobune bilo je dodatno zaoštravanje ionako zategnutih odnosa između sjevernih (slobodnih) i južnih (robovlasničkih) država SAD-a.